# Одиночество (альбом)
«Одиночество» — сборник рок-группы «Сергей Маврин», выпущенный в 2002 году.

## Об альбоме
Сборник баллад, в котором собраны песни со всех альбомов Сергея Маврина, выпущенных в 1997—2001 годах. Инструментальная часть всех песен была перезаписана группой и заново сведена в 2002 году.

## Список композиций
Музыка всех композиций — Сергей Маврин, кроме (11) — А. Зубков, Маврин
| №                   | Название                     | Текст песни              | Оригинальный альбом | Длительность |
| ------------------- | ---------------------------- | ------------------------ | ------------------- | ------------ |
| 1.                  | «Смейся И Плачь»             | Маргарита Пушкина        | Скиталец            | 4:16         |
| 2.                  | «Свет Дневной Иссяк»         | Пушкина                  | Смутное время       | 6:10         |
| 3.                  | «Век Мой, Зверь»             | Виктор Пеленягрэ         | Неформат-1          | 5:30         |
| 4.                  | «Харон» (инструментал)       |                          | Неформат-1          | 1:39         |
| 5.                  | «На Осколках Веры»           | Маврин                   | Химический сон      | 5:30         |
| 6.                  | «Любовь И Боль»              | Пушкина                  | Скиталец            | 5:37         |
| 7.                  | «Всё В Прошлом»              | Пеленягрэ, Елена Маврина | Неформат-1          | 5:23         |
| 8.                  | «Вчера» (инструментал)       |                          | Химический сон      | 3:25         |
| 9.                  | «Странник»                   | Пушкина                  | Скиталец            | 5:48         |
| 10.                 | «Ветер»                      | Маврин                   | Неформат-1          | 5:00         |
| 11.                 | «До Свидания» (инструментал) |                          | Неформат-1          | 5:02         |
| 12.                 | «Одиночество»                | Пушкина                  | Химический сон      | 3:10         |
| Общая длительность: | Общая длительность:          | Общая длительность:      | Общая длительность: | 56:30        |

## Участники записи
- Валерий Кипелов — вокал (2)
- Артур Беркут — вокал (1, 6, 9)
- Стас Витарт — вокал (3, 7, 10)
- Артём Стыров — вокал (5, 12)
- Алексей Харьков — бас-гитара
- Ринат Мухамеджанов — ударные
- Юрий Алексеев — ритм-гитара
- Сергей Маврин — гитара, клавиши[2]